# Бійся, вороже, дев'ятого сина
«Бійся, вороже, дев'ятого сина» — радянський художній фільм 1984 року, знятий за мотивами казахських народних казок на кіностудії «Казахфільм».

## Сюжет
Табунщик Єржан і його вісім синів зачаровані злим чарівником Тасболом. На допомогу поспішає молодший, дев'ятий син Єржана — Єркенже. Подолавши безліч перешкод, за допомогою музики Єркенже перемагає.

## У ролях
- Кайрат Нуркадилов — Єркенже
- Гульжан Аспетова — Аккемпір
- Нурмухан Жантурін — Тасбол
- Лейла Джумалієва — Айслу
- Жанна Куанишева — Кункей
- Булат Аюханов — Айдахар
- Дімаш Ахімов — Каражал
- Ануарбек Молдабеков — генерал
- Аміна Умурзакова — бабуся Єркенже
- Нуржуман Іхтимбаєв — епізод
- Болат Абділманов — Жомарт
- Марат Азімбаєв — епізод
- Балтибай Сейтмамутов — епізод
- Даріга Тлендієва — епізод

## Знімальна група
- Автор сценарію: Ольга Бондаренко
- Режисери: Віктор Пусурманов, Віктор Чугунов
- Оператор: Ашрат Асхатов
- Композитор: Тимур Минбаєв